# Viabilité (physiologie)
Pour les articles homonymes, voir viabilité.

Taux de survie des enfants prématurés selon différentes études,,,,,.

La viabilité, en périnatalogie, désigne l'état d'un fœtus ou d'un nouveau-né présentant un état de maturation le rendant apte à vivre,. Il n'y a aucune limite inférieure précise de la viabilité en médecine ; cependant, celle-ci varie selon des consensus éthiques ou juridiques.
Depuis 1975, la définition théorique d’une naissance vivante établie par l'OMS sert de base dans plusieurs pays pour la notion de viabilité[réf. nécessaire]. Elle stipule que « l’expulsion ou l’extraction complète du corps de la mère d’un produit de conception pesant au moins 500 g (ou un âge gestationnel minimal de 22 semaines) qui, après cette séparation, manifeste tout signe de vie, doit être déclaré comme une naissance vivante ». Cependant, ces limites inférieures concernent plutôt la définition de la vitalité (présence de signes de vie) alors que la viabilité peut être définie par la présence de conditions anatomiques et physiologiques indispensables à une certaine durée de vie et de moyens thérapeutiques susceptibles de s’y substituer le temps de leur maturation.

## Articles liés
- Grossesse
- Mortinatalité